# なまいきざかり。
『なまいきざかり。』は、ミユキ蜜蜂による日本の漫画作品。『ザ花とゆめ』（白泉社）2013年9月1日号に読み切りとして掲載後、『花とゆめ』（白泉社）2013年22号より24号まで集中連載。その後、同誌にて2014年3号より2022年2号まで連載された。2018年度『白泉社電子書籍大賞』最優秀賞受賞し、2021年度でも優秀賞を受賞。2022年7月時点で電子版を含めた累計発行部数は600万部を突破している。
2021年12月にはファッションブランドのDHOLICとのコラボレートが決定し、作中に登場するファッションを再現したコーデが販売され、番外編の作中にて由希と成瀬がブランドのアイテムを着用した姿が描かれている。

## あらすじ
隆北高校男子バスケ部のマネージャー由希は密かに主将の木戸先輩に片思いをしていたが、ある日木戸先輩に恋人が出来たことを知る。失恋し、ひっそりと部室で泣いていたところを、偶然生意気な後輩の成瀬に見られてしまう。口止めは出来たものの、由希に惚れた成瀬から積極的なアプローチを受け、クールなはずの由希は感情を振り回されることになってしまう。

## 登場人物
声はドラマCDのもの。

### 主要キャラクター
町田 由希（まちだ ゆき）
声 - 南條愛乃
隆北高校2年生→3年生→央崎大学１年生→2年生。身長155センチメートル。誕生日は9月12日。血液型A型。
バスケ部の敏腕マネージャー。ポーカーフェイスで滅多なことでは動じずクールに完璧に仕事をこなすことから、バスケ部員には度々「姐さん」と呼ばれている。また、「団長」と呼ばれることも多い。面倒見が良くて責任感の強い努力家だが、努力している姿を人に見せないようにしている。犬に吠えられやすい
三つ子の弟と双子の妹のいる戦場のような家庭で育ったせいか自他共に認める冷静さと忍耐強さを持っているが、期待せず諦めることで臆病な自分を守っている。
密かに失恋したことを成瀬に知られたことから、成瀬に興味を持たれ好意を寄せられる。当初は成瀬のことを関わりたくない男と思っていたが、失恋の傷が痛む時に助けてもらったり、心の琴線に触れられる内に成瀬のことを好きになっていく。しかし生意気な後輩の成瀬に一方的に感情を掻き乱されることに不満を持っているため、成瀬への恋心を自覚していながらも意地を張って素直にならないでいる。その後、成瀬と付き合うことになる。
成瀬 翔（なるせ しょう）
声 - 佐藤拓也
隆北高校1年生→2年生→3年生（B組28席）→央崎大学1年生。身長185→186センチメートル。誕生日は7月25日。血液型B型。
バスケ部のエースで、高校時代はキャプテンをしていた。先輩にも敬語を使わないほど生意気だが、長身の美男子で女性にモテる。好きなタイプは清楚系。
失恋した由希が泣いているところを目撃して以来、由希に興味を持ち付きまとうようになる。由希を好きになってからは、積極的にアプローチしている。由希を好きになった最大の要因は、由希の笑ってる姿を見るため足を挫きながらも試合を続け、何とかボールを取った際由希に「そのボール取られたら尻引っ叩くよ？負けてもいいからそのボールだけは決めなさい。」と言われたこと。
ポーカーフェイスで思考が読めないが、由希に対しては拗ねたり甘えたり妬いたりするなど、独占欲を発揮している。由希のことを本当によく見ていて真剣に恋をしている。
普段のだるそうな言動やチャラい外見のせいで信用されにくいが、成績は優秀である。

### バスケ部
木戸（きど）
隆北高校3年生→大学生。由希達の先輩で高校3年生時にバスケ部の主将を務める。優しくて面倒見の良い人物で部員達からも慕われている。引退、卒業後もバスケ部のことを気にかけている。
殿村 肇（とのむら はじめ）
声 - 柳田淳一
隆北高校2年生→3年生→大学生(不明)。由希の同級生でバスケ部の元主将。眼鏡をかけたクールな美男子で女性にもてる。恋人がいる。あだ名は殿。
阿部 有二（あべ ゆうじ）
隆北高校1年生→2年生→3年生→央崎大学1年生。成瀬の同級生でバスケ部員。よく鼻血を出す。奇跡的に央崎大学に合格する。
庄司（しょうじ）
隆北高校2年生→3年生→大学生(不明)。由希の同級生で元バスケ部員、元スタメン。
雨宮 流星（あまみや りゅうせい）
隆北高校2年生→3年生→央崎大学1年生→2年生。由希の同級生で元バスケ部員で元スタメン。由希とは同じ大学に進学している。
西山（にしやま）
隆北高校2年生→3年生→大学生(不明)。由希の同級生で元バスケ部員。
羽鳥（はとり）、入江（いりえ）
隆北高校1年生→2年生。バスケ部員。
姫野 妃美子（ひめの ひみこ）
声 - 村川梨衣
隆北高校1年生→2年生→３年生。バスケ部マネージャー。由希に憧れており、内気で鈍くさい自分を変えたくて入部する。男性が苦手。

#### 宇佐見（うさみ）
中学３年生→隆北高校１年生→２年生。明るく気さくな性格をしている。現スタメン。

#### 三好（みよし）
声 - 森川智之
バスケ部顧問。過去に妻に逃げられており、その事をネタにするような描写が時々見受けられる。

#### その他の生徒
橋野 リナ（はしの リナ）
隆北高校3年生→大学生。木戸の恋人。うさぎのような可愛い外見と明るく天真爛漫な気質を持つ。自分や周囲を冷静に見ている面もあり、笑顔で毒舌を吐くこともある。
よく食べる
市井 ありさ（いちい ありさ）
隆北高校1年生→2年生→3年生。成瀬の中学時代からの同級生で女友達。成瀬に片思いしている。

### 三寿々高校
袴田 静（はかまだ しずか）
声 - 小野友樹
三寿々高校2年生→3年生→央崎大学1年生。バスケ部のエースで成瀬の幼馴染み。長身の美男子でもてるが、男子校育ちのため女性が苦手。真面目で親切だが鈍くさいところがある。現在は成瀬と同じ央崎大学のバスケ部に入っている。ライバル校のマネージャー時代から町田由希に片思いしている。
吉良 誠一（きら せいいち）
声 - バレッタ裕
三寿々高校3年生→南征大学。バスケ部元主将。愛想の良い美男子。頻繁に後輩の袴田をからかいつつも、気にかけている。

### 由希の家族
町田 光史郎（まちだ こうしろう）、町田 晋太郎（まちだ しんたろう）、町田 健児郎（まちだ けんじろう）
声 - 熊谷健太郎（光史郎）、野上翔（晋太郎）、天﨑滉平（健児郎）
由希の三つ子の弟。
町田 凛（まちだ りん）、町田 冴（まちだ さえ）
声 - 夏川椎菜（凛）、田中真奈美（冴）
由希の双子の妹。
由希の母親
声 - 植田佳奈
由希の父親
声 - 小西克幸
海外出張で家にはいない。

### 翔の家族
成瀬瞳（なるせひとみ）
翔の姉　ハワイで結婚式をあげた
翔の母親
翔の父親
家康
成瀬家で飼っている犬の名前

## 書誌情報
- ミユキ蜜蜂 『なまいきざかり。』  白泉社 〈花とゆめコミックス〉、全23巻
  1. 2014年5月20日発売[8][9]、ISBN 978-4-592-21331-4
  2. 2014年8月20日発売[10][11]、ISBN 978-4-592-21332-1
  3. 2014年12月19日発売[12]、ISBN 978-4-592-21333-8
  4. 2015年5月20日発売[13]、ISBN 978-4-592-21334-5
  5. 2015年9月18日発売[14]、ISBN 978-4-592-21335-2
  6. 2016年2月19日発売[15][16]、ISBN 978-4-592-21336-9
  7. 2016年6月20日発売[17]、ISBN 978-4-592-21337-6
  8. 2016年9月20日発売[18]、ISBN 978-4-592-21338-3
  9. 2017年2月20日発売[19]、ISBN 978-4-592-21339-0
  10. 2017年7月20日発売[20][21]、ISBN 978-4-592-21340-6
    - ドラマCD付き限定版：同日発売[22][21]、ISBN 978-4-592-10579-4

  11. 2017年11月20日発売[23]、ISBN 978-4-592-21341-3
  12. 2018年2月20日発売[24]、ISBN 978-4-592-21342-0
  13. 2018年6月20日発売[25][26]、ISBN 978-4-592-21343-7
  14. 2018年10月19日発売[27]、ISBN 978-4-592-21344-4
  15. 2019年2月20日発売[28][29]、ISBN 978-4-592-21345-1
  16. 2019年6月20日発売[30][31]、ISBN 978-4-592-21686-5
  17. 2019年10月18日発売[32]、ISBN 978-4-592-21687-2
  18. 2020年2月20日発売[33]、ISBN 978-4-592-21688-9
  19. 2020年7月20日発売[34][35]、ISBN 978-4-592-21689-6
  20. 2020年12月18日発売[36][37]、ISBN 978-4-592-21690-2

    - きゅん増し番外編小冊子付き特装版：同日発売[38][37]、ISBN 978-4-592-22778-6

  21. 2021年5月19日発売[39]、ISBN 978-4-592-22401-3
  22. 2021年10月20日発売[40][41]、ISBN 978-4-592-22402-0
  23. 2022年3月18日発売[42][43]、ISBN 978-4-592-22403-7
    - 甘々番外編＆描きおろし後日談付き特装版：同日発売[43][44]、ISBN 978-4-592-22852-3

### その他
- なまいきざかり。〈Story0〉[3]（『ザ花とゆめ』2013年9月1日号、『ピンクスクラップ』収録）

### 単行本未収録作品
- 成瀬式アニバーサリー[45]（『ザ花とゆめ オールスター』2021年6月1日号）
- なまいきざかり。プロポーズ後[46]（『ザ花とゆめ甘々』2022年3月1日号）
- なまいきざかり。顔合わせ![47]（『花とゆめ』2022年8号）
- なまいきざかり。 side 三寿々（『ザ花とゆめダークヒーローズ』2022年6月1日号）
- なまいきざかり。SPショート（『花とゆめ』2023年3号[48]）
- なまいきざかり。番外編（『花とゆめ』2023年14号[49]）
- なまいきざかり。番外編（『ザ花とゆめウエディング』2025年6月1日号[50]）